# خمي (كوهباية)
خمي (كوهبایة) (بالفارسية: خمی) هي قرية تقع في إيران في قسم كوهبایة الريفي. يقدر عدد سكانها بـ 177 نسمة بحسب إحصاء 2016.